# Roscille de Loches
Roscille de Loches, fille de Garnier (Warnerius), seigneur de  Loches et  Tescende, était dame de Villandry, épouse de Foulque Ier d'Anjou.
Elle mit au monde :
- Ingelger, mort avant 929, probablement tué en 927 dans un combat contre les Vikings ;
- Gui (Widdo), chanoine à Saint-Martin de Tours, évêque de Soissons de  937 à 973 ;
- Foulque II ;
- Roscille d'Anjou, première épouse d'Alain II de Bretagne.